# Metapa (kommun i Mexiko)
Metapa är en kommun i Mexiko.   Den ligger i delstaten Chiapas, i den sydöstra delen av landet, 900 km sydost om huvudstaden Mexico City.
Följande samhällen finns i Metapa:
- Cacahoatales
- El Arenal
- Los Hules